# Otto Tetjus Tügel
Otto Tetjus Tügel (* 18. November 1892 in Hamburg als Otto Eduard Martin Tügel; † 23. Oktober 1973 in Bremervörde) war ein deutscher Schriftsteller, Maler, Musiker und Kabarettist. Er selbst bezeichnete sich als Malerpoeten. Seine Brüder waren der Schriftsteller Ludwig Tügel, der evangelische Theologe und Hamburger Landesbischof Franz Tügel, sowie der Schauspieler, Hörspielsprecher und Regisseur Hans Tügel.

## Leben

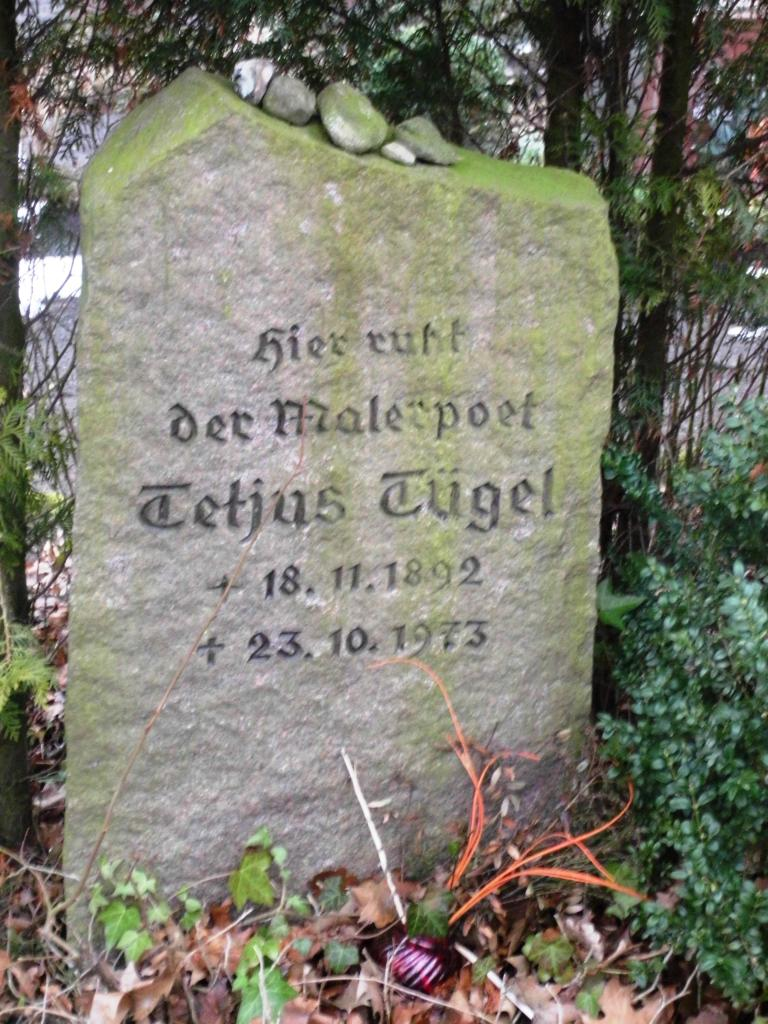
Grab von Tetjus Tügel

Tetjus Tügel wurde am 18. November 1892 als Sohn des Kaufmanns August Christian Wilhelm Ludwig Tügel und seiner Ehefrau Emilie Anna geb. Gipp im Hamburger Stadtteil Hamm in der Borgfelder Str. 63 geboren. In Hamburg studierte er um 1908 einige Semester lang an der Kunstgewerbeschule. Ab 1909 lebte er als freischaffender Künstler in Worpswede, bis er 1914 nach Hamburg zurückkehrte. In den Jahren 1916 bis 1918 war er Soldat im Ersten Weltkrieg. Nach Kriegsende zog er wieder nach Worpswede, war aber Gründungsmitglied der 1919 gegründeten Hamburgischen Sezession. Zudem war er Mitglied der Hamburgischen Künstlerschaft.
In den 1920er Jahren beteiligte sich Tügel regelmäßig an den Vorbereitungen und Aufführungen der legendär gewordenen Hamburger Künstlerfeste. Als die Hamburgische Sezession gegen Ende der 1920er Jahre unter dem Titel Zinnober ihre eigenen Künstlerfeste organisierte, war Tügel auch hier bei der Planung aktiv. Sein großformatiges Ölgemälde Die Kommission des Hamburger Künstlerfestes von 1922 im Museum für Kunst und Gewerbe Hamburg zeigt unter anderen die Malerkollegen Willi Davidson, Emil Maetzel, Otto Fischer-Trachau, die Bildhauer Friedrich Adler, Paul Hamann und Richard Luksch sowie sich selbst. Das Gemälde ist in einer Variation von Brauntönen in Anlehnung an alte Meister realisiert und typisch für den Stil Tügels.
In den 1930er Jahren zog er sich eine Zeit lang in seine „Einsiedelei Marcus-Hütte“ in Worpswede zurück. 1937 wurden in der NS-Aktion „Entartete Kunst“ aus der Hamburger Kunsthalle und dem Stadtmuseum Altona fünf seiner Bilder beschlagnahmt, drei davon danach vernichtet. 1939 arbeitete er in Bederkesa als Zeichenlehrer an einem Gymnasium. 1951 zog er auf den Quickhof in Oese.
Ab 1918 war Tügel mit Vera Dehmel (1890–1979) verheiratet, einer Tochter des Dichters Richard Dehmel. Insgesamt war Tügel siebenmal verheiratet und hatte neun Kinder. Er verstarb im Krankenhaus Bremervörde. Anschließend wurde er auf dem Friedhof in Oese beigesetzt.

## 1937 als „entartet“ beschlagnahmte Werke
- Eva (Öl auf Pappe, 84 × 63 cm; 1938 in Düsseldorf auf der Wanderausstellung „Entartete Kunst“ vorgeführt)
- Jungfrau und Jüngling (Aquarell; 1938 in Düsseldorf auf der Wanderausstellung „Entartete Kunst“ vorgeführt)
- Moorfahrt (Tafelbild; zerstört)
- Pamphlet auf die Mission Englands (Zeichnung; zerstört)
- Frau (Zeichnung; zerstört)

## Ausstellungen
- „Malerei der Hamburgischen Sezession aus der Sammlung Hermann-Josef-Bunte“. Haus am Waldsee, Berlin 2001
- „Otto Tetjus Tügel (1892–1973) als Maler“. Haspa-Galerie, Hamburg 2003
- „Otto „Tetjus“ Tügel – Grenzgänger in Leben und Kunst“. Bachmann Museum, Bremervörde 2011
- „Tetjus Tügel – Maler & Poet: Auf der Suche nach dem Sein des Lebens“. Lilienthaler Kunststiftung, Lilienthal 2018–2019
- "Tetjus Tügel Zuhause": Dauerausstellung im Altes Rathaus Bremervörde mit über 200 Werken

## Schriften
- Mien un Dien. Speel met dree Optög. Hamburg 1921.
- Erdensingsang. Neue Gedichte. 1923.
- Lamm im Wolfspelz. Toth, Hamburg 1941.
- Daß ich so schlicht verbliebe. Gedichte. Christian Wegner Verlag, Hamburg 1946.
- Ödlandfrauen. Novellen. 1947.
- Der Teufel der schönen Frauen. Toth, Hamburg 1949.
- Das Vagabündel. Gedichte. 1952.